# السياسة الخارجية لإدارة جيمي كارتر
هيمنت الحرب الباردة على السياسة الخارجية للولايات المتحدة أثناء رئاسة جيمي كارتر (1977-1981)، وهي فترة من التوتر الجيوسياسي المستمر بين الولايات المتحدة و‌الاتحاد السوفيتي.
عند تولي منصب الرئيس، أعاد جيمي كارتر توجيه السياسة الخارجية الأمريكية نحو التأكيد الجديد على حقوق الإنسان والقيم الديمقراطية وعدم الانتشار النووي والفقر العالمي. وأنهى كارتر الدعم الأمريكي لنظام سوموزا في نيكاراغوا وقطع أو إنهاء المعونة العسكرية إلى أوغستو بينوشيه من تشيلي، و‌إرنستو جيزل من البرازيل، و‌خورخه فيديلا من الأرجنتين، الذين انتقد جميعهم لانتهاكات حقوق الإنسان. وقد تفاوض على معاهدات توريخوس - كارتر، التي نصت على عودة قناة بنما إلى بنما في عام 1999. وفي محاولة لإنهاء الصراع العربي الإسرائيلي، ساعد في ترتيب اتفاقات كامب ديفيد بين إسرائيل ومصر. كما أصبح أول رئيس أمريكي يزور منطقة جنوب الصحراء الإفريقية، وهو ما يعكس الأهمية الجديدة للمنطقة في ظل إدارة كارتر.
في البداية، وبعد أن تولى كارتر منصبه أثناء فترة من العلاقات الدافئة نسبيا مع كل من الصين والاتحاد السوفييتي، استمر في انتهاج السياسات التوفيقية التي انتهجها أسلافه. وقد طبع العلاقات مع الصين والغى معاهدة دفاع مع تايوان. كما واصل محادثات الحد من الأسلحة الإستراتيجية مع الاتحاد السوفيتي، رغم أنه استمر في انتقاد الاتحاد السوفيتي لسياساته في مجال حقوق الإنسان. بعد بداية الحرب السوفيتية الأفغانية، تخلى عن سياساته الاسترضائية تجاه الاتحاد السوفيتي، وبدأ فترة من البناء العسكري، وبدأ فرض حظر على الحبوب، وقدم المساعدة لمتمردي المجاهدين في أفغانستان. اتسمت الأشهر الخمسة عشر الأخيرة من ولاية كارتر الرئاسية بالعديد من الأزمات الكبرى، بما في ذلك أزمة النفط في عام 1979، و‌أزمة الرهائن في إيران، و‌عملية مخلب العقاب الفاشلة اللاحقة. وقد ساهمت هذه الأزمات في هزيمة كارتر الساحقة في الانتخابات الرئاسية عام 1980.

## القيادة
لمنصبي وزير الخارجية ووزير الدفاع، اختار الرئيس جيمي كارتر سايرس فانس و‌هارولد براون، اللذين كانا مسؤولين رفيعي المستوى في إدارتي كينيدي وجونسون. ظهر مستشار الأمن القومي زبغنيو بريجينسكي كأحد أقرب مستشاري كارتر، واستغل كارتر كلا من مجلس الأمن القومي ووزارة الخارجية في فانس في تطوير السياسة الخارجية وتنفيذها. عمل نائب الرئيس والتر مونديل أيضا كمستشار رئيسي في قضايا السياسة الخارجية.
حاول فانس دفع الحد من الأسلحة من خلال التوصل إلى «اتفاقية ثانية بشأن مفاوضات الحد من الأسلحة الاستراتيجية» مع الاتحاد السوفيتي، والتي اعتبرها القضية الدبلوماسية الأساسية في ذلك الوقت، لكن بريجينسكي ضغط من أجل سياسة أكثر صرامة وثقة تجاه الاتحاد السوفيتي. وقد طالب بإدانة قوية للنشاط السوفيتي في أفريقيا وفي العالم الثالث، وكذلك بممارسة ضغوط ناجحة من أجل تطبيع العلاقات مع جمهورية الصين الشعبية في عام 1978. ومع سيطرة بريجينسكي على المفاوضات مع بيجين، تم تهميش فانس وبدأ نفوذه يتضاءل. وعندما اندلعت الثورة الإيرانية في نهاية عام 1978، كان الاثنان منقسمين حول كيفية دعم الحليف الأمريكي، الملك الإيراني. وقد دافع فانس لصالح الاصلاحات بينما حثه بريجينسكي على اتخاذ إجراءات صارمة - وهو نهج «القبضة الحديدية». ومع عجزه عن تلقي مسار مباشر للعمل من كارتر، فقد أسهمت الرسائل المختلطة التي تلقاها الملك من فانس وبريجينسكي في الارتباك والتردد عندما فر من إيران في يناير 1979 وانهار نظامه. بعد استقالة فانس في عام 1980، عين كارتر إدموند موسكي وزيراً للخارجية، وهو سيناتور يحظى باحترام طور معه كارتر علاقات ودية.

## الحرب الباردة

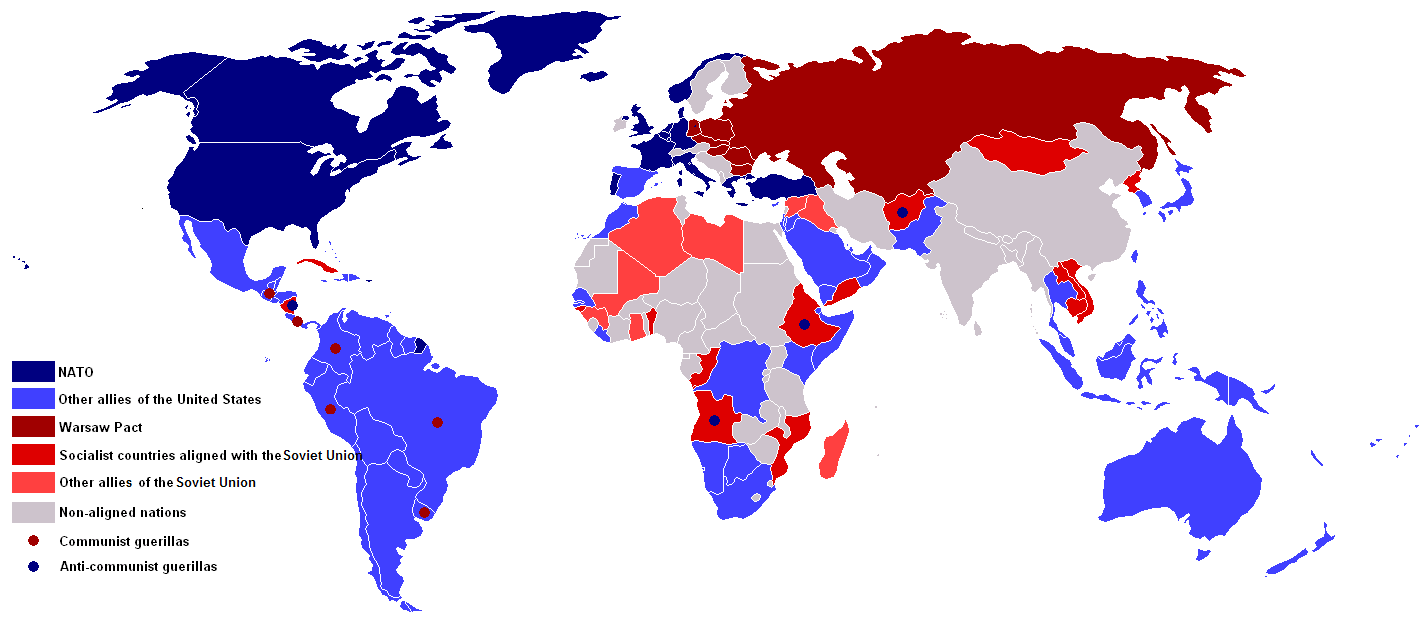
خريطة للوضع الجيوسياسي في عام 1980

تولى كارتر منصبه أثناء الحرب الباردة، وهي فترة متواصلة من التوتر الجغرافي السياسي بين الولايات المتحدة والاتحاد السوفيتي. وخلال أواخر الستينات وأوائل السبعينات، تحسنت العلاقات بين القوتين العظميين من خلال سياسة تعرف باسم «الوفاق». وفي انعكاس للأهمية المتضائلة للحرب الباردة، وصمه بعض معاصريه كارتر بأنه أول رئيس في مرحلة ما بعد الحرب الباردة، ولكن العلاقات مع الاتحاد السوفيتي ستظل عاملاً هامًا في السياسة الخارجية الأمريكية في أواخر السبعينات والثمانينات. كان العديد من كبار المسؤولين في إدارة كارتر، بما في ذلك كارتر ذاته، من أعضاء اللجنة الثلاثية، التي حررت من التركيز على الحرب الباردة. وبدلا من ذلك، دعت اللجنة الثلاثية إلى سياسة خارجية تركز على تقديم المعونة إلى بلدان العالم الثالث وتحسين العلاقات مع أوروبا الغربية واليابان. وانعكس التوتر الرئيسي في السياسة الخارجية لادارة كارتر في الانقسام بين وزير الخارجية سايرس فانس، الذي سعى إلى تحسين العلاقات مع الاتحاد السوفيتي والعالم الثالث، ومستشار الأمن القومي زبغنيو بريجينسكي، الذي فضل المواجهة مع الاتحاد السوفيتي بشأن مجموعة من القضايا.

### حقوق الإنسان

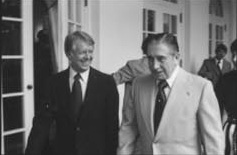
كارتر يجتمع مع دكتاتور تشيلي أوغستو بينوشيه في واشنطن العاصمة، 6 سبتمبر، 1977

كان كارتر يعتقد أن الإدارات السابقة أخطأت في السماح للمخاوف المرتبطة بالحرب الباردة والسياسة الواقعية بالهيمنة على السياسة الخارجية. فقد ركزت إدارته على حقوق الإنسان، والقيم الديمقراطية، والانتشار النووي، والفقر العالمي. وكان تركيز إدارة كارتر على حقوق الإنسان جزءا من تركيز أوسع نطاقا عالميا على حقوق الإنسان في السبعينات، حيث أصبحت المنظمات غير الحكومية مثل منظمة العفو الدولية ومنظمة رصد حقوق الإنسان بارزة بشكل متزايد. رشح كارتر باتريشيا م. ديريان ناشطة الحقوق المدنية كمنسقة لحقوق الإنسان والشؤون الإنسانية، وفي أغسطس 1977، رفع المنصب إلى منصب مساعد وزير الخارجية. وقد أنشأت ديريان التقارير القطرية للولايات المتحدة عن ممارسات حقوق الإنسان، التي تنشر سنويا منذ عام 1977. كانت أميركا اللاتينية تشكل أهمية مركزية في تركيز كارتر الجديد على حقوق الإنسان. أنهت إدارة كارتر دعمها لنظام سوموزا الذي تدعمه الولايات المتحدة تاريخيا في نيكاراغوا ووجهت المساعدة لحكومة جبهة ساندينيستا للتحرير الوطني الجديدة التي تولت السلطة بعد الإطاحة بسوموزا. كما نجح كارتر في خفض أو إنهاء المساعدات العسكرية التي كانت قد قدمتها لأوغستو بينوشيه من تشيلي، و‌إرنستو جيزل من البرازيل، و‌خورخه فيديلا من الأرجنتين، الذين انتقد جميعهم لانتهاكهم حقوق الإنسان.
وكان سفير كارتر لدى الامم المتحدة اندرو يونغ أول اميركي أفريقي يشغل منصب دبلوماسي رفيع المستوى. كما سعى مع كارتر إلى تغيير السياسة الأمريكية تجاه إفريقيا، مشددا على مخاوف حقوق الإنسان بدلا من قضايا الحرب الباردة. في عام 1978، أصبح كارتر أول رئيس دولة يقوم بزيارة رسمية إلى دول جنوب الصحراء الكبرى، انعكاسا للأهمية الجديدة للمنطقة في ظل السياسة الخارجية لإدارة كارتر. وعلى عكس أسلافه، اتخذ كارتر موقفا قويا ضد حكم الأقلية البيضاء في روديسياو‌جنوب أفريقيا. وبدعم من كارتر، أصدرت الأمم المتحدة القرار 418 الذي فرض حظرا على الأسلحة على جنوب أفريقيا. وكان كارتر قد فاز بإلغاء تعديل بيرد الذي خفض العقوبات الدولية المفروضة على حكومة روديسيا بقيادة إيان سميث. كما ضغط على سميث لإجراء الانتخابات، مما أدى إلى انتخابات روديسيا في عام 1979 وإلى إنشاء زيمبابوي في نهاية المطاف.
وكانت سياسة حقوق الإنسان الأكثر حزما التي أيدها مدير تخطيط السياسات في وزارة الخارجية والمريان أنتوني ليك قد أخطاها بعض الشيء معارضة بريجنسكي. وصلت النزاعات السياسية إلى أكثر النقاط إثارة للجدل خلال سقوط نظام بول بوت للإبادة الجماعية في كمبوتشيا الديمقراطية في عام 1979 بعد الغزو الفيتنامي لكمبوديا، عندما أقنع بريجنسكي الحكومة برفض الاعتراف بالحكومة الكمبودية الجديدة لأنها كانت تحظى بدعم الاتحاد السوفيتي. وعلى الرغم من مخاوف حقوق الإنسان، استمر كارتر في دعم الولايات المتحدة ل‍جوزيف موبوتو من زائير، الذي هزم المتمردين الأنغوليين - الذين ساندوا المتمردين في الصراعات المعروفة باسم شابا الأولى وشابا الثانية. وامتنعت إدارته بشكل عام عن انتقاد انتهاكات حقوق الإنسان في الفلبين، إندونيسيا، كوريا الجنوبية، إيران، إسرائيل، مصر والسعودية واليمن الشمالي.

### السياسة الدفاعية والصواريخ

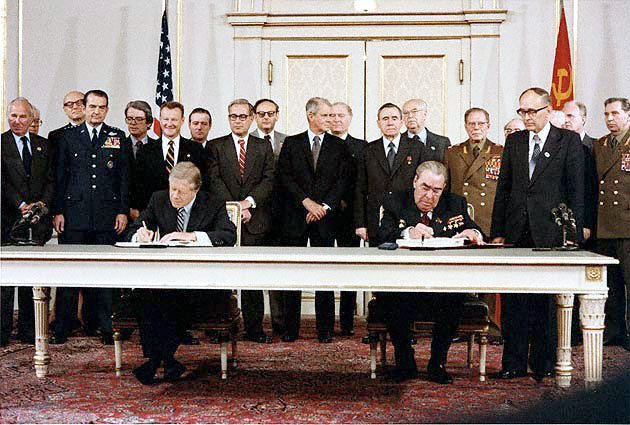
الرئيس جيمي كارتر والأمين العام السوفيتي ليونيد بريجنيف يوقعان على معاهدة محادثات الحد من الأسلحة الإستراتيجية (SALT II)، 18 يونيو 1979، في فيينا

وعلى الرغم من أن برنامج حملته في عام 1976 دعا إلى خفض الإنفاق الدفاعي، فقد دعا كارتر إلى زيادة بنسبة 3 في المئة في ميزانية الدفاع. ولقد سعى إلى اتخاذ موقف دفاعي أكثر ثباتا من خلال وضع صواريخ نووية متوسطة المدى في أوروبا موجهة إلى الاتحاد السوفيتي. عمل كارتر وبراون على الحفاظ على التوازن مع السوفييت فيما يتصل بالأسلحة الإستراتيجية من خلال تحسين الصواريخ الباليستية العابرة للقارات الأرضية، وذلك من خلال تجهيز قاذفات القنابل الإستراتيجية بصواريخ كروز، وبنشر المزيد من الصواريخ التي تطلق من الغواصات والتي يمكن تزويدها بمركبات متعددة قابلة للاستهداف بشكل مستقل، أو رؤوس حربية متعددة قادرة على ضرب أهداف متعددة. واستمرت في تطوير الصاروخ MX وتحديث القوة النووية للمسرح الطويل المدى التابعة لحلف شمال الأطلسي.
وفي مارس 1976، قام الاتحاد السوفيتي بنشر الصاروخ (SS-20 Saber) (المعروف أيضا باسم RSD-10) في أراضيه الأوروبية، وهو صاروخ باليستي متوسط المدى محمول يمكن إخفاؤه، وهو يحمل مركبة متعددة مستقلة المستهدفة تحتوي على ثلاثة رؤوس حربية نووية من نوع 150 كيلوطن. حلت SS-20 محل النظم السوفياتية القديمة في ساندل SS-4 و SS-5 سكين، التي اعتبرت تشكل تهديدا محدودا لأوروبا الغربية بسبب ضعف دقتها، وحمولتها المحدودة (رأس حربي واحد)، وطول وقت التحضير، وصعوبة إخفاءها، وعجزهم عن الحركة (وبالتالي تعريضهم لضربات وقائية من جانب حلف شمال الأطلسي قبل الهجوم المخطط). في حين أن SS-4 و SS-5 قد تم اعتبارهما أسلحة دفاعية، فإن SS-20 اعتبر نظامًا هجوميًا محتملًا. اعتبرت واشنطن في البداية أسلحتها النووية الإستراتيجية وطائراتها القادرة على استخدام الطاقة النووية بمثابة عدادات كافية لـ SS-20 ورادع كاف ضد العدوان السوفياتي. ولكن في عام 1977، زعم المستشار هيلموت شميت من ألمانيا الغربية في خطاب له أن الاستجابة الغربية لنشر صواريخ SS-20 لابد أن تستكشف، وهي الدعوة التي رددها حلف شمال الأطلسي، نظرا لضعف الغرب الواضح في القوات النووية الأوروبية.
وفي 12 ديسمبر/كانون الأول 1979، وبعد ضغوط أوروبية من أجل الرد على SS-20، اتخذ وزراء الخارجية والدفاع الغربيين قرار حلف شمال الأطلسي ذي المسار المزدوج. وجادلوا أن حلف وارسو "طور قدرة كبيرة ومتنامية في مجال الأنظمة النووية التي تهدد أوروبا الغربية بشكل مباشر": "مسرح" الأنظمة النووية (أي الأسلحة النووية التكتيكية. في وصف هذا الوضع "المشدد"، أشار الوزراء مباشرة إلى SS-20 الذي يتضمن "تحسينات كبيرة على الأنظمة السابقة في توفير دقة أكبر وقابلية تنقل أكبر
المدى، فضلا عن وجود رؤوس حربية متعددة". وعزا الوزراء الموقف المتغير إلى نشر قاذفة القنابل الإستراتيجية من طراز توبوليف تو 22 إم السوفييتية، والتي يعتقدون أنها تظهر "أداء أكبر بكثير" من سابقاتها. علاوة على ذلك، فإن قاذفات SS-20
وأعرب الوزراء عن قلقهم من أن الاتحاد السوفياتي قد حصل على ميزة من حلف شمال الاطلسي في «القوات النووية للمسرح الطويل المدى»، كما أنه زاد بدرجة كبيرة من القدرة النووية للمسرح القصير المدى. ولمعالجة هذه التطورات، اعتمد الوزراء «مسارين» للسياسة العامة. ومن بين 7,400 رأس نووي من هذا النوع ستزال ألف رأس نووي مسرح من أوروبا، وستتابع الولايات المتحدة المفاوضات الثنائية مع الاتحاد السوفييتي بهدف الحد من القوات النووية المسرحية. وإذا فشلت هذه المفاوضات فإن حلف شمال الأطلسي سوف يعمل على تحديث قواه النووية متوسطة المدى (LRTNF)، من خلال الاستعاضة عن صواريخ بيرشينج 1a الأميركية بـ 108 قاذفة بيرشينج الثانية في ألمانيا الغربية ونشر 464 قاذفة قنابل موسيقى الخلفية BGM -109g التي أطلقت صواريخ كروز على بلجيكا وإيطاليا وهولندا والمملكة المتحدة بدءا من ديسمبر 1983.
وقد سعت فورد نيكسون إلى التوصل إلى اتفاق بشأن جولة ثانية من محادثات الحد من الأسلحة الإستراتيجية التي وضعت حدودا قصوى لعدد الأسلحة النووية التي تمتلكها كل من الولايات المتحدة والاتحاد السوفيتي. وكان كارتر يأمل في تمديد هذه المحادثات من خلال التوصل إلى اتفاق يقضي بخفض الترسانات النووية لكل من البلدين وليس مجرد وضع حدود قصوى لها. وفي الوقت نفسه، انتقد سجل الاتحاد السوفيتي فيما يتعلق بحقوق الإنسان، ويرجع ذلك جزئيا إلى أنه يعتقد أن الجمهور لن يدعم المفاوضات مع السوفييت إذا بدا أن الرئيس على استعداد تام لاستيعاب السوفييت. وكان كارتر والزعيم السوفيتي ليونيد بريجنيف قد توصلا إلى اتفاق في يونيو 1979 في شكل ملح الثاني، لكن تراجع شعبية كارتر والمعارضة من الجمهوريين والديمقراطيين المحافظين الجدد جعلت التصديق صعبًا. فقد أنهى الغزو السوفيتي لأفغانستان انفتاه وأعاد فتح الحرب الباردة، في حين أنهى الحديث عن التصديق على معاهدة سالت.

### أفغانستان
وقد تم عدم الانحياز في أفغانستان خلال المراحل الأولى من الحرب الباردة. في عام 1978 استولى الشيوعيون بقيادة نور محمد طراقي على السلطة. وقع النظام الجديد - الذي تم تقسيمه بين جماعة خلق المتطرفة من تاراكي وبارشام الأكثر اعتدالا- معاهدة صداقة مع الاتحاد السوفياتي في ديسمبر/كانون الأول 1978. كانت جهود طراكي لتحسين التعليم العلماني وإعادة توزيع الأراضي مصحوبة بعمليات إعدام جماعية وقمع سياسي لم يسبق له مثيل في التاريخ الأفغاني، مما أشعل ثورة من قبل متمردي المجاهدين الأفغان. بعد انتفاضة عامة في أبريل/نيسان 1979، عزل طراكي من قبل منافسه خلق حفيظ الله أمين في سبتمبر/أيلول. خشية الزعماء السوفييت من أن تهدد حكومة إسلامية في أفغانستان السيطرة على وسط آسيا السوفياتي، ومع استمرار الاضطرابات، قاموا بنشر 30,000 جندي على الحدود السوفياتية الأفغانية. المؤرخ جورج سي. هيرينغ الولايات كارتر وبرازينسكي كلاهما رأى أفغانستان «فخ» محتمل يمكن أن ينفق الموارد السوفياتية في حرب عقيمة، و
بدأت الولايات المتحدة في إرسال المعونة إلى متمردي المجاهدين في منتصف عام 1979. ومع ذلك، استعراض عام 2020 حول السرية
 وقد وجدت وثائق أمريكية من قبل كونور توبين في مجلة «التاريخ الدبلوماسي» أن «التدخل العسكري السوفيتي لم يكن مطلوبا أو مرغوبا من قبل إدارة كارتر ... والبرنامج السري الصغير النطاق الذي وضع استجابة للنفوذ السوفياتي المتزايد كان جزءا من خطة طوارئ إذا تدخل السوفييت عسكريا، لأن واشنطن ستكون في وضع أفضل يجعل من الصعب عليهم تعزيز موقفهم، ولكن ليس مصمما لحفز التدخل». وبحلول ديسمبر/كانون الأول، كانت حكومة أمين قد فقدت السيطرة على جزء كبير من البلاد، مما دفع الاتحاد السوفييتي إلى غزو أفغانستان، وتنفيذ حكم الإعدام على أمين، وتثبيت زعيم حزب الشعب بابراك كرمال كرئيس للبلاد.
وقد فوجئ كارتر بالغزو السوفيتي لأفغانستان، حيث كان إجماع مجتمع المخابرات الأمريكية خلال عامي 1978 و1979 هو أن موسكو لن تتدخل بقوة. تتبع مسئولو المخابرات الأمريكية المركزية انتشار الجنود السوفييت على الحدود الأفغانية، لكنهم لم يتوقعوا من السوفييت شن غزو شامل. اعتقد كارتر أن الغزو السوفياتي لأفغانستان سوف يشكل تهديدا خطيرا لمنطقة الخليج الفارسي، ورد بقوة على ما اعتبره استفزازا خطيرا. في خطاب متلفز، أعلن كارتر عقوبات على الاتحاد السوفياتي، ووعد بتجديد المساعدات لباكستان، وبوضوح مبدأ كارتر، الذي ذكر أن الولايات المتحدة سوف صد أي محاولة للسيطرة على الخليج العربي. كانت علاقات الزعيم الباكستاني محمد ضياء الحق سيئة مع كارتر بسبب برنامج باكستان النووي وتنفيذ ذو الفقار علي بوتو، ولكن الغزو السوفييتي لأفغانستان وعدم الاستقرار في إيران قد أدى إلى إعادة تنشيط التحالف التقليدي بين باكستان والولايات المتحدة. وبالتعاون مع المملكة العربية السعودية، و MI6 البريطانية، و الاستخبارات الباكستانية، زاد كارتر من مساعده للمجاهدين من خلال عملية السي آي ايه الاعصار. كما أعلن كارتر فيما بعد مقاطعة الولايات المتحدة لدورة الألعاب الأولمبية الصيفية لعام 1980 في موسكو وفرض حظرا على شحن القمح الأمريكي إلى الاتحاد السوفياتي. وفي نهاية المطاف أضر الحظر بالمزارعين الأميركيين أكثر مما أضر بالاقتصاد السوفييتي، ورفعت الولايات المتحدة الحظر بعد رحيل كارتر عن منصبه.
وقد أحدث الغزو السوفياتي لأفغانستان تغييرا كبيرا في سياسة كارتر الخارجية وأنهى فترة الانفراج التي بدأت في منتصف الستينات. وبالعودة إلى سياسة الاحتواء، تصالحت الولايات المتحدة مع حلفاء الحرب الباردة وزادت ميزانية الدفاع، الأمر الذي أدى إلى سباق تسلح جديد مع الاتحاد السوفييتي. سوف يستمر الدعم الأمريكي للمجاهدين في أفغانستان حتى ينسحب الاتحاد السوفيتي من أفغانستان في عام 1989.

## الشرق الأوسط
ويزعم المؤرخ Jørgen Jensehauugen أنه بحلول وقت ترك كارتر منصبه في يناير/كانون الثاني 1981:
كان في موقف غريب - فقد حاول الانفصال عن السياسة الأميركية التقليدية ولكنه انتهى به الأمر إلى تحقيق أهداف ذلك التقليد، الذي كان يتلخص في تفكيك التحالف العربي، أو صف الفلسطينيين، أو بناء تحالف مع مصر، أو إضعاف الاتحاد السوفييتي، أو تأمين إسرائيل.[48]
اتفاقيات كامب ديفيد
وبعد توليه منصبه، قرر كارتر محاولة التوسط في الصراع العربي الإسرائيلي الذي طال أمـره.[49] سعى إلى تسوية شاملة بين إسرائيل وجيرانها من خلال إعادة عقد مؤتمر جنيف لعام 1973، ولكن هذه الجهود انهارت بنهاية عام 1977.[50] وعلى الرغم من فشل كارتر في إعادة عقد المؤتمر، إلا أنه أقنع الزعيم المصري أنور السادات بزيارة إسرائيل في عام 1978. وقد أثارت زيارة السادات إدانة دول أخرى في الجامعة العربية، لكن السادات ورئيس الوزراء الإسرائيلي مناحم بيغين أعربا عن انفتاح على المحادثات الثنائية. وسعى بيغين للحصول على ضمانات أمنية، وسعى السادات لسحب القوات الإسرائيلية من شبه جزيرة سيناء والحكم الداخلي للضفة الغربية وغزة، وهي الأراضي التي تحتلها إسرائيل والتي يسكنها عرب فلسطينيون بشكل كبير. وكانت إسرائيل قد تسيطر على الضفة الغربية وغزة في حرب الأيام الستة عام 1967، بينما احتلت إسرائيل سيناء منذ نهاية حرب يوم الغفران عام 1973.[51]
وفي محاولة لإجراء المزيد من المفاوضات، دعا كارتر بيغين والسادات إلى الانسحاب الرئاسي من كامب ديفيد في سبتمبر/أيلول 1978. ولأن المفاوضات المباشرة بين السادات وبيجين أثبتت عدم جدواها، فقد بدأ كارتر في الاجتماع بالزعيمين بشكل فردي.[52] بينما كان بيجين مستعدا للانسحاب من شبه جزيرة سيناء، رفض الموافقة على إقامة دولة فلسطينية. وقد بدأت إسرائيل في بناء المستوطنات في الضفة الغربية، التي ظهرت على أنها
حاجز هام أمام اتفاق السلام. ومع عجزهما عن التوصل إلى تسوية نهائية بشأن الانسحاب الإسرائيلي، توصل الجانبان إلى اتفاق حيث بذلت إسرائيل وعودا غامضة بالسماح بتشكيل حكومة منتخبة في الضفة الغربية وغزة. وفي المقابل، أصبحت مصر أول دولة عربية تعترف بها
أنور السادات وجيمي كارتر ومناحم بيغين يجتمعان في باحة نزل أسبن في كامب ديفيد في 6 سبتمبر 1978.

السادات وكارتر ويبدآن مصافحة بعد توقيع معاهدة سلام بين مصر وإسرائيل في البيت الأبيض27 مارس/آذار 1979
حق إسرائيل في الوجود. كانت اتفاقيات كامب ديفيد موضع معارضة داخلية مكثفة في كل من مصر وإسرائيل، فضلا عن العالم العربي ككل، ولكن كل جانب وافق على التفاوض على معاهدة سلام على أساس الاتفاقات.[53]
في 26 مارس/آذار 1979، وقعت مصر وإسرائيل معاهدة سلام في واشنطن العاصمة[54] كان دور كارتر في الحصول على المعاهدة ضروريا. وخلص المؤلف آرون ديفيد ميلر إلى ما يلي: "أيا كان من تحدثت معه
وقال معظم الأميركيين أو المصريين أو الإسرائيليين «لا كارتر، لا معاهدة سلام».[55]
كان كارتر ذاته ينظر إلى الاتفاق باعتباره الإنجاز الأعظم الذي حققه في منصبه.[53]

### الثورة الإيرانية وأزمة الرهائن
وكان محمد رضا بهلوي ، شاه إيران، حليفا موثوقا به للولايات المتحدة منذ الانقلاب الإيراني عام 1953. وخلال السنوات التي تلت الانقلاب، أغمضت الولايات المتحدة المعونة على إيران، بينما كانت إيران مصدرا يمكن الاعتماد عليه لصادرات النفط.[56] كارتر، فانس، وبرزينسكي، كل ذلك كان ينظر إلى إيران على أنها حليف أساسي في الحرب الباردة، ليس فقط للنفط الذي أنتجته بل أيضا بسبب نفوذها في منظمة أوبك وموقعها الاستراتيجي بين الاتحاد السوفياتي والخليج الفارسي.[57] على الرغم من انتهاكات حقوق الإنسان، زار كارتر إيران في أواخر عام 1977 وأذن ببيع الطائرات المقاتلة الأميركية. وفي نفس العام اندلعت أعمال شغب في العديد من المدن، وسرعان ما انتشرت هذه الاضطرابات عبر

الشاه الإيراني محمد رضا بهلوييلتقي ارثر اثيرتون ووليام ه. سوليفانوسيروس فانس والرئيس جيمي كارتر وزيبيغنيو بريزينسكي في طهران عام 1977
البلد. وقد أدت الظروف الاقتصادية السيئة وعدم شعبية «الثورة البيضاء» التي قام بها بهلوي وإحياء إسلامي إلى تزايد الغضب بين الإيرانيين، الذين كان الكثيرون منهم أيضا يحتقرون الولايات المتحدة لدعمها لبهلوي ودورها في انقلاب عام 1953.[56]
وقد أثارت مطالب إدارة كارتر الجديدة لحقوق الإنسان غضب الشاه وانقسمت نفسها داخليا. وقد جعل فانس ووزارة الخارجية ذلك أولوية عليا، بينما حذر بريجنسكي من أنه سيقوض قوة أهم حليف للولايات المتحدة في المنطقة. وقد اتخذ مكتب وزارة الخارجية لحقوق الإنسان نهجا نشطا تحت قيادة ريان. فقد سمح كارتر ببيع معدات مكافحة الشغب بقمع الاحتجاجات المتزايدة الصوت والعنيفة، وخاصة من جانب العنصر الديني.[58][59]
وبحلول عام 1978، كانت الثورة الإيرانية قد اندلعت ضد حكم الشاه.[60] وقال وزير الخارجية فانس إنه ينبغي للشاه أن يقيم سلسلة من الإصلاحات لتهدئة أصوات السخط، في حين أن بريزينسكي أيد اتخاذ إجراءات صارمة ضد المعارضة. وقد أسهمت الرسائل المختلطة التي تلقاها الشاه من فانس وبرازينسكي في إرباكه وتردده. وقد دخل الشاه إلى المنفى تاركا الحكومة الانتقالية في السلطة. فقد عاد آية الله روح الله الخميني، أحد الشخصيات الدينية الشعبية، من المنفى في فبراير/شباط 1979، إلى الإشادة الشعبية. ومع استمرار الاضطرابات، سمح كارتر لبهلوي بالدخول إلى الولايات المتحدة للعلاج الطبي.[61] كلا من كارتر وفانس كانا في البداية عازفين عن الاعتراف بهلوي بسبب المخاوف من رد الفعل في إيران، ولكن القادة الإيرانيين أكدوا لهم أنه لن يسبب قضية.[62] في نوفمبر/تشرين الثاني 1979، وبعد فترة وجيزة من السماح لبهلوي بدخول الولايات المتحدة، اقتحمت مجموعة من الإيرانيين السفارة الأمريكية في طهران واحتجزوا 66 أسيرا أمريكيا، في بداية أزمة رهائن إيران.[61] أمر رئيس الوزراء الإيراني مهدي بازركان المسلحين بإطلاق سراح الرهائن، لكنه استقال من منصبه بعد أن دعم الخميني المسلحين.[62]
وسرعان ما أصبحت الأزمة موضوعا للاهتمام الدولي والمحلي، وتعهد كارتر بتأمين إطلاق سراح الرهائن. ورفض الطلب الإيراني بعودة بهلوي مقابل إطلاق سراح الرهائن. فقد ارتفعت شعبيته مع حشد الأميركيين حول استجابته، ولكن الأزمة أصبحت إشكالية على نحو متزايد بالنسبة لإدارته مع استمرارها.[63] وفي محاولة لإنقاذ الرهائن، أطلق كارتر عملية Eagle Cole في أبريل/نيسان 1980. وكانت العملية كارثة كاملة وانتهت بمقتل ثمانية جنود أميركيين. وقد عزز فشل العملية موقف آية الله الخميني في إيران وألحق ضررا شديدا بمكانة كارتر المحلية.[64] وجه كارتر ضربة أخرى عندما استقال فانس، الذي عارض العملية باستمرار.[65] رفضت إيران التفاوض على عودة الرهائن حتى شن العراق غزوا في سبتمبر/أيلول 1980. ومع قيام الجزائر بدور الوسيط، استمرت المفاوضات إلى أن تم التوصل إلى اتفاق في كانون الثاني/يناير 1981. وفي مقابل الإفراج عن الأسرى الـ 52 قبلت إيران أكثر من 7 مليارات دولار كتعويض نقدي وإلغاء تجميد الأصول الإيرانية في الولايات المتحدة. وانتظرت إيران لإطلاق سراح الأسرى حتى ساعات بعد أن ترك كارتر منصبه في 20 يناير/كانون الثاني 1981.[66]

## أمريكا اللاتينية

### معاهدات قناة بنما
ومنذ الستينات، دعت بنما الولايات المتحدة إلى التخلي عن سيطرتها على قناة بنما. السياسة الوطنية الثنائية الحزبية لتحويل القناة إلى بنما قد تأسست من قبل الرؤساء جونسون، نيكسون، وفورد، ولكن المفاوضات قد مرت لمدة عشر سنوات. وكان كارتر قد جعل التنازل عن قناة بنما من بين الأولويات، حيث تصور أنها سوف تنفذ دعوته إلى التنظيف الأخلاقي للسياسة الخارجية الأميركية والحصول على الموافقة في كافة أنحاء أميركا اللاتينية كاعتذار كريم عن المخالفات الأميركية. كما أعرب عن خشيته من أن يؤدي تأجيل آخر للمفاوضات إلى تعجل باندلاع اضطرابات عنيفة في بنما، الأمر الذي قد يؤدي إلى إلحاق الضرر بالقناة أو تعرقلها.
تفاوضت إدارة كارتر بشأن معاهدتي توريجوس كارتر، المعاهدتين اللتين نصت على أن بنما سوف تتمكن من السيطرة على القناة في العام 1999. وقد واجهت مبادرة كارتر مقاومة واسعة في الولايات المتحدة، وقد اعتقد الكثير من الجمهور، وبخاصة المحافظين، أن كارتر «تخلى» عن أصل أمريكي مهم. حُشد الهجوم على المعاهدات من قبل العديد من الجماعات، وخاصة الاتحاد المحافظ الأمريكي، والمحافظين، ولجنة بقاء الكونغرس الحر، ومواطنين للجمهورية، ومجلس الأمن الأمريكي، والجمهوريين الشباب، والمحافظين الوطنيين ولجنة العمل السياسي، ومجلس الدفاع الوطني، ويونغ الأميركيين من أجل الحرية، ومجلس الأمن بين الأميركيتين، ومنظمة العمل الجمهوري في الحرم الجامعي. وقامت عشرون منظمة معا بتنسيق هجماتها باستخدام مجموعتين مظلتين: لجنة إنقاذ قناة بنما، والائتلاف الطارئ لإنقاذ قناة بنما. وقد مكن ذلك المعارضة من تخطيط الإستراتيجية وتنسيق التكتيكات مع تقسيم المهام ومشاركة المعلومات الجديدة وتجميع الموارد. وعلى النقيض من ذلك، لم يتم تنسيق المؤيدين.
وأضاف مجلس الشيوخ خلال مناقشة التصديق التعديلات التي منحت الولايات المتحدة حق التدخل عسكريا لإبقاء القناة مفتوحة، والتي وافق عليها البنميون بعد مزيد من المفاوضات. في مارس/آذار 1978، صدق مجلس الشيوخ على المعاهدتين بهامش 68 إلى 32. وتم تسليم منطقة القناة وجميع مرافقها إلى بنما في 31 كانون الأول/ديسمبر 1999.

### كوبا
وكان كارتر يأمل في تحسين العلاقات مع كوبا لدى توليه منصبه، ولكن منع أي تحسن في العلاقات النزاعات المستمرة في الحرب الباردة في أمريكا الوسطى وأفريقيا. وفي أوائل عام 1980، أعلن الزعيم الكوبي فيدل كاسترو أن كل من يرغب في مغادرة كوبا سيسمح له بذلك عبر ميناء مارييل. وبعد إعلان كارتر أن الولايات المتحدة ستقدم أسلحة مفتوحة لعشرات الآلاف من اللاجئين الذين يسعون إلى التحرر من الهيمنة الشيوعية، نظم الأميركيون الكوبيون مصعد ماريل. وقد نص قانون اللاجئين، الذي وقع في وقت سابق من العام، على حد أقصى سنوي قدره 19,500 مهاجرا كوبيًا إلى الولايات المتحدة سنويًا، وطالبت بأن يخضع هؤلاء اللاجئين لعملية مراجعة. وبحلول سبتمبر، وصل 125,000 كوبيا إلى الولايات المتحدة، ويواجه الكثيرون نقصًا في الغذاء والمسكن الكافيين. وقد تعرض كارتر لانتقادات واسعة بسبب طريقة تعامله مع هروب ماريل الجماعي، خاصة في ولاية فلوريدا ذات الأهمية الانتخابية.

## آسيا
وفي تعامله مع آسيا نجح كارتر في تحويل المشهد الإقليمي من خلال تطبيع العلاقات مع الصين، في حين حافظ على شروط جيدة مع اليابان. وعلى الجانب السلبي، شعرت تايوان بأنها مهجورة، وتم التعامل مع سحب القوات من كوريا الجنوبية بشكل خاطئ. وكان كارتر يأمل أن تتعرض روسيا، من خلال تحسين العلاقات مع الصين، لضغوط لحملها على تخفيف علاقاتها العدوانية بأفغانستان، ولكن من دون جدوى. كانت الولايات المتحدة معادية لفيتنام لأنها كانت متحالفة مع الاتحاد السوفيتي. وقد دعم كارتر الصين في حربها الحدودية القصيرة مع فيتنام في عام 1979. وكان من بين المفاجآت دعمه لقوات الخمير الحمر في كمبوديا التي تقاتل ضد غزو فيتنام، على الرغم من سجلها الرهيب في مجال حقوق الإنسان. كارتر كان معاديا لباكستان بسبب انتهاكاتها لحقوق الإنسان وجهودها لبناء أسلحة نووية. وبين عشية وضحاها عكس مساره في عام 1979 بعد الغزو السوفييتي لأفغانستان. أصبحت باكستان الآن الطريق الأمريكي الرئيسى لارسال الدعم للمقاتلين المناهضين للسوفييت بأفغانستان. كارتر في البداية كان وديا بشكل خاص تجاه الهند، ولكن عندما وقفت الهند أكثر مع موسكو، تراجع كارتر ورفض المساعدة في برنامج الطاقة النووية في الهند. فقد زادت الولايات المتحدة من قوتها العسكرية في المحيط الهندي، فرأت أنها امتداد لمنطقة المحيط الهادئ وارتباط رئيسي بإمدادات النفط من الخليج العربي في الأمد البعيد، التقط ريجان وغيرهما من خلفائه هدف كارتر في مجال حقوق الإنسان، وعلى هذا فقد أثبتت هذه السياسة كونها ابتكارا مهما في السياسة الأميركية. ولقد ازدهرت فترات الازدهار في الصين لعقد آخر من الزمان.

### التقارب مع الصين
ومع استمرار التقارب الدرامي الذي بدأ أثناء إدارة نيكسون، سعى كارتر إلى توثيق العلاقات مع جمهورية الصين الشعبية. ولقد تعاون البلدان على نحو متزايد ضد الاتحاد السوفييتي، ووافقت إدارة كارتر ضمنيا على الغزو الصيني لفيتنام. وفي عام 1979، قدم كارتر الاعتراف الدبلوماسي الرسمي لجمهورية الصين الشعبية للمرة الأولى. وقد أدى هذا القرار إلى انتعاش التجارة بين الولايات المتحدة وجمهورية الصين الشعبية، التي كانت تسعى إلى إصلاحات اقتصادية تحت قيادة دينج شياو بينج. بعد الغزو السوفيتي لأفغانستان، سمح كارتر ببيع الإمدادات العسكرية إلى الصين وبدأ مفاوضات لتقاسم الاستخبارات العسكرية. ألغى كارتر في يناير 1980من جانب واحد معاهدة الدفاع المشترك الصينية الأمريكية مع جمهورية الصين، التي فقدت السيطرة على البر الرئيسي للصين إلى جمهورية الصين الشعبية في عام 1949، ولكنها احتفظت بالسيطرة على جزيرة تايوان. وقد طعن جمهوريون محافظون في إلغاء كارتر للمعاهدة، ولكن المحكمة العليا حكمت بأن القضية هي مسألة سياسية لا تخضع لنظر القضاء في قضية غولدواتر ضد كارتر. واستمرت الولايات المتحدة في إجراء اتصالات دبلوماسية مع جمهورية الصين من خلال قانون العلاقات التايوانية لعام 1979.

### كوريا الجنوبية
وكان كارتر غاضبا من انتهاكات حقوق الإنسان في كوريا الجنوبية في عهد الرئيس بارك تشونج هي. ولقد رد على هذا الأمر بإصدار الأوامر بسحب القوات من كوريا الجنوبية، التي استضافت قوة ضخمة ضمنت الحماية الأميركية ضد كوريا الشمالية. وكان معارضو الانسحاب يخشون أن تغزو كوريا الشمالية. وقد احتجت اليابان وكوريا الجنوبية على هذه الخطوة، كما فعل العديد من أعضاء الكونجرس، ووزارة الدفاع، ووزارة الخارجية. وبعد ردود فعل قوية، تسبب كارتر في تأخير الانسحاب، وفي نهاية المطاف غادر كوريا قسم ضئيل فقط من القوات. وكانت محاولة كارتر قد أضعفت حكومة بارك تشونج هي التي اغتيلت في عام 1979.

## أفريقيا

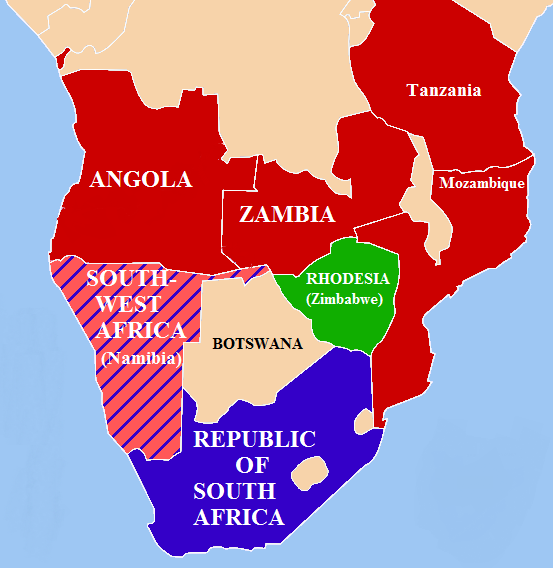
الوضع الجيوسياسي في جنوب أفريقيا، 1978-1979.
جنوب غرب أفريقيا (ناميبيا)
حلفاء سوابو
جنوب أفريقيا
حلفاء جنوب أفريقيا

وفي تناقض حاد مع نيكسون وفورد، أعطى كارتر الأولوية لأفريقيا جنوب الصحراء الكبرى. كان أندرو يونغ، زعيم جماعة أتلانتا السوداء الذي أصبح سفيرًا لدى الأمم المتحدة. فقد فتح يونغ علاقات ودية مع كبار الزعماء الأفارقة، وخاصة في نيجيريا. كانت العلاقات الأميركية مع جنوب أفريقيا، تعرضت لانتقادات من دول أفريقية أخرى بسبب سياسة الفصل العنصري واستمرار احتلال ناميبيا. التي اعتبرتها الامم المتحدة غير قانونية. وبدأ يونغ مناقشات الأمم المتحدة بشأن استقلال ناميبيا التي لم تسفر عن شيء، ولن تمنح جنوب أفريقيا الاستقلال حتى عام 1991، بعد فترة طويلة من رحيل كارتر عن منصبه.  دعا شاب إلى فرض عقوبات اقتصادية شاملة على جنوب أفريقيا بعد مقتل الناشط المناهض للفصل العنصري ستيف بيكو في عام 1977، ولكن كارتر رفض وفرض حظر أسلحة محدود فقط.
وحتى عام 1975 كانت الولايات المتحدة تتجاهل إلى حد كبير الجنوب الأفريقي. كانت حالات التمرد الضعيفة المدعومة من قـبل السوفييت موجودة في أنغولا وموزمبيق وروديسيا وناميبيا، إلا أنها لم تهدد الحكومات ذات الأقلية الاستعمارية البيضاء في تلك البلدان. أدى تفكك الإمبراطورية البرتغالية في أبريل 1974 إلى نهاية الحكم الاستعماري في أنغولا وموزمبيق. وأصبحت نشأت المنطقة ساحة معركة للحرب الباردة في عام 1976، بعد أن أرسلت كوبا قوة عسكرية ضخمة ساعدت الحركة الشعبية لتحرير أنغولا الماركسية في الاستيلاء على السلطة في أنغولا.
ولقد حاولت إدارة كارتر، دون جدوى، تيسير الحوار بين جنوب أفريقيا ومنظمة شعب جنوب غرب أفريقيا الحزب الرئيسي المناصر للاستقلال في ناميبيا. وقد اشتبك فانس وبرازينسكي بشأن السياسة الخارجية في أنجولا وناميبيا، ولكن لم تصبح الولايات المتحدة متورطة بشكل مباشر في أي من البلدين ولم تجد إدارة كارتر حلًا فعالًا على الإطلاق. ومن ناحية أخرى، قدمت كوبا والاتحاد السوفييتي دعما عسكريا قويا لكل من الحركة الشعبية لتحرير أنغولا وسوابو.
لعبت الحرب الباردة دورًا عندما غزت الصومال إثيوبيا في يوليو/تموز 1977 في حرب أوغادين. حيث تحول السوفييت، الذين كانوا يدعمون الصومال تقليديًا، إلى دعم للنظام الماركسي في أثيوبيا. وظلت الولايات المتحدة محايدة لأن الصومال هي بوضوح الدولة المعتدية، وفي عام 1978، بمساعدة 20,000 من القوات الكوبية، هزمت إثيوبيا الصومال. وكان أهم نجاح أميركي هو المساعدة في انتقال روديسيا الجنوبية من حكم الأقلية البيضاء إلى الحكم الأسود في زيمبابوي. وقد أيدت الولايات المتحدة قرارات الأمم المتحدة والعقوبات التي ثبتت فعاليتها في أبريل/نيسان 1980. على الرغم من مخاوف حقوق الإنسان، واصل كارتر دعم الولايات المتحدة لجوزيف موبوتو رئيس زائير، الذي هزم المتمردين المدعومين من أنغولا في الصراعات المعروفة باسم شابا الأولى وشابا الثانية.
ويتفق المؤرخون عمومًا على أن مبادرات إدارة كارتر في أفريقيا كانت غير ناجحة إلى حد كبير، ولكنهم يقدمون تفسيرات متعددة لإخفاق السياسات. التفسير التقليدي لكارتر باعتباره مثاليا حالم العينين. وقال المراجعون أن ذلك لا يهم بقدر ما يهم المنافسة الشديدة بين وزير الخارجية سيروس فانس المتشدد ومستشار الأمن القومي زبيغنيو بريزينسكي.[97] وفي الوقت نفسه، هناك الآن مؤرخون مراجعون، يحملون إخفاقاته على أسلوبه الإداري الملتبس ورفضه اتخاذ قرارات صعبة. وعلى طول خطوط ما بعد التنقيح، تصور نانسي ميتشل في كتاب ضخم كارتر على أنه محارب بارد حاسم ولكنه غير فعال، ومع ذلك فقد حقق بعض النجاحات لأن عجز السوفييت كان أسوأ.

## كندا
وكانت العلاقات مع كندا قد تدهورت في ظل إدارة نيكسون فيما يتصل بالعديد من النقاط، بما في ذلك النزاعات التجارية، واتفاقيات الدفاع، والطاقة، وصيد الأسماك، والصيد والبيئة والإمبريالية الثقافية والسياسة الخارجية. تبدلت الأحوال إلى الأفضل حين توصل رئيس الوزراء بيير ترودو وكارتر إلى علاقة أفضل. وفي أواخر سبعينيات القرن العشرين شهد الموقف الأميركي تعاطف نحو الاحتياجات السياسية والاقتصادية الكندية، وتغاضى عن المتهربين من التجنيد الذين انتقلوا إلى كندا، وعن تمرير مسائل قديمة مثل ووترغيت وحرب فيتنام. وقد رحبت كندا أكثر من أي وقت مضى بالاستثمارات الأمريكية خلال الركود التضخمي الذي يلحق الضرر بالبلدين.

## المزيد من القراءة
- Bickerton، Ian J.؛ Carla L. Klausner (2007). A history of the Arab-Israeli conflict. Upper Saddle River, N.J.: Pearson Prentice Hall.
- Goheen, Robert F. "US Policy Toward India During the Carter Presidency." in The hope and the reality: US-Indian relations from Roosevelt to Reagan ed. H.A. Gould and S. Ganguly. (1992).
- Green, Michael J. By more than providence: Grand strategy and American power in the Asia Pacific since 1783 (Columbia UP, 2017) pp 363–386. online.
- Dumbrell, John. American foreign policy: Carter to Clinton (Macmillan International Higher Education, 1996).
- Garthoff, Raymond L. Détente and confrontation: American-Soviet Relations From Nixon to Reagan (Brookings, 1985) pp 563–1007. online
- Herring، George C. (2008). From Colony to Superpower; U.S. Foreign Relations Since 1776. Oxford University Press. ISBN:978-0-19-507822-0.
- Kaufman، Burton I. (2006). The Presidency of James Earl Carter (ط. 2nd). University Press of Kansas. ISBN:978-0700614714. online 1st ed.
- Mitchell, Nancy. Jimmy Carter in Africa: Race and the cold war (Stanford UP, 2018).
- Patterson، James (2005). Restless Giant: The United States from Watergate to Bush v. Gore. Oxford University Press. ISBN:978-0195122169.
- Rosenbaum, Herbert D. and Alexej Ugrinsky, eds. Jimmy Carter: Foreign Policy and Post-Presidential Years (1994) 532pp; essays by experts
- Sarantakes, Nicholas Evan. Dropping the torch: Jimmy Carter, the Olympic boycott, and the Cold War (Cambridge University Press, 2010).
- Sargent, Daniel J. A Superpower Transformed: The Remaking of American Foreign Relations in the 1970s (Oxford University Press, 2015); scholarly analysis by a historian excerpt
- Schmitz, David F., and Vanessa Walker. "Jimmy Carter and the Foreign Policy of Human Rights: The Development of a Post‐Cold War Foreign Policy." Diplomatic History 28.1 (2004): 113-143.
- Smith, Gaddis. Morality, Reason, and Power: American Diplomacy in the Carter Years. (Hill and Wang, 1986); a standard scholarly history. online
- Strong، Robert A. (2000). Working in the World: Jimmy Carter and the Making of American Foreign Policy. Baton Rouge: Louisiana State University Press. ISBN:0-8071-2445-1.

- Talbott, Strobe, Endgame: The Inside Story of Salt II (New York: Harpercollins, 1979) online
- Thornton, Richard C. The Carter Years: Toward a New Global Order (1991) 596pp; comprehensive coverage of foreign policy
- Wallis, Christopher. "The Thinker, The Doer and The Decider Zbigniew Brzezinski, Cyrus Vance and the Bureaucratic Wars of the Carter Administration" (PhD Thesis, Northumbria University 2018).
- Weiner، Tim (2008). Legacy of Ashes: The History of the CIA. Anchor Books. ISBN:9780307389008.
- Zelizer، Julian (2010). Jimmy Carter. Times Books. ISBN:978-0-8050-8957-8.

### Primary sources and memoirs
- Brzeziński, Zbigniew.  Power and Principle. Memoirs of the National Security Adviser, 1977–1981 (1983)
- Carter, Jimmy. Keeping faith: Memoirs of a president (U of Arkansas Press, 1995). online
- Lafeber, Walter. "From confusion to Cold War: The memoirs of the Carter administration." Diplomatic History 8.1 (1984): 1-12 online
- Vance, Cyrus. Hard Choices: Four Critical Years in Managing America's Foreign Policy (1983) online.